# Аксёнова, Мария Дмитриевна
Мари́я Дми́триевна Аксёнова (род. 23 февраля 1969, Москва) — российский просветитель, предприниматель,  издатель и главный редактор «Энциклопедии для детей „Аванта+“», общественный деятель. Академик РАЕН. Лауреат премии Президента РФ в области образования.

## Биография

### Семья
Родилась в семье врача Дмитрия Аксёнова и биолога Алины Аксёновой.
Прадед по отцовской линии — Пётр Евдо́шенко, поэт Серебряного века, отец которого, Иван Евдошенко, служил управляющим гимназиями. Прадед и прабабушка по материнской линии — Алексей Ильич Плотников и Прасковья Логиновна Данилова-Плотникова — одни из руководителей революционного движения в Подмосковье, Риге и Минусинске. Плотников - первый председатель Минусинской коммуны

### Образование
Окончила школу с серебряной медалью.
С красным дипломом окончила Механико-математический факультет МГУ.
Училась на программе MBA в Институте бизнеса и делового администрирования РАНХиГС.
Получила образование психолога, коуча и ментора.

### Основные факты
В 1992 году основала издательство «Аванта+», которое выпустило «Энциклопедию для детей Аванта+» тиражом более 20.000.000 экземпляров.
7 марта 2001 года стала одной из 26 участниц и докладчиком на встрече В. В. Путина с выдающимися деловыми женщинами России.
Лауреат премии Президента РФ в области образования
Академик РАЕН.
С 2007 ведет просветительский проект по русскому языку, включающий телепрограмму «Знают ли русские русский?», книги «Знаем ли мы русский язык?», «Невероятный русский» и «Невероятный русский — 2», а также живые встречи и выступления на симпозиумах, форумах, радио. Аудитория проекта более 10 млн. человек.
Основала фонд, который учредил орден «Первопечатника Ивана Федорова» за вклад образование, культуру и русский язык.
С 2010 является спикером, ведущей мастер-классов и членом жюри в образовательных программах и конкурсах для предпринимателей, инвесторов, изобретателей.

## Издательство «Аванта+»
Будучи студенткой МГУ, Аксёнова задумала создать энциклопедию для детей, сопоставимую с «Большой советской энциклопедией». В 1992 году стала сооснователем энциклопедического издательства «Аванта+». В 1999—2002 годах годовой оборот издательства составлял около от 5 до 8 млн $.
С 1995 по 2003 год — председатель совета директоров издательства «Аванта+». С 1996 по 2000 и с 2005 по 2009 год — главный редактор и председатель редакционного совета издательства «Аванта+» (с 2005 года — «Мир энциклопедий „Аванта+“»), руководитель редакционного коллектива ряда просветительских серий:
- главный редактор «Энциклопедии для детей Аванта+»;
- главный редактор «Современной энциклопедии»;
- главный редактор познавательной серии книг «Самые красивые и знаменитые».

Является соавтором концепции представления научных знаний в «Энциклопедии для детей», благодаря которой сложная тема становится для читателя доступной и запоминается. Автор более 50 научно-популярных вступительных статей и 8 энциклопедических статей.
«Энциклопедия для детей» издана в 63 книгах, из них более 50 — под редакцией Аксёновой. Суммарный тираж «Энциклопедии для детей „Аванта+“» — 20.000.000 экземпляров.
За разработку и создание «Энциклопедии для детей» 9 сотрудников издательства «Аванта+» удостоены премии Президента РФ в области образования за 2001 год. ММКЯ (Московская Международная Книжная Ярмарка) наградила Энциклопедию для детей как «Самый массовый познавательный проект».
Мария Аксенова об издательской работе:
И в начале, и, что немаловажно, позже, меня и моих компаньонов интересовали не деньги ради денег, а бизнес с социальным вкладом. Вообще, я считаю, что говорить о бизнесе как об успешном можно только при условии, что в нём есть социальная составляющая.
Коллектив издательства создал «Энциклопедию для детей „Аванта+“», чтобы «изложить в доступной форме все основные знания, которыми обладает сегодня человечество». Департамент образовательных программ и стандартов Министерства образования России рекомендовало все тома серии «Энциклопедия для детей» в качестве пособия для дополнительного чтения. Энциклопедия рекомендована международной кафедрой-сетью Международного центра обучающих систем ЮНЕСКО и признана проектом национального масштаба.
Журнал «Компания» писал:
«Мария может посмотреть на проблему с разных точек зрения, найти какие-то неочевидные на первый взгляд аспекты рассматриваемого явления»

## Общественная и просветительская деятельность
В 2007 году баллотировалась в депутаты Госдумы от партии «Союз правых сил».
С 2007 года Мария Аксёнова — председатель правления фонда «Первопечатника Ивана Фёдорова» (англ. The Printing Pioneer Fund). Деятельность фонда: российские и международные образовательные, культурные и просветительские проекты (со странами Европы, Азии и СНГ), выступления на международных форумах, в посольствах, школах. В том числе фонд возрождал забытые имена поэтов Серебряного века, организовал турне выставки по станам Европы, дарил книги библиотекам, награждал победителей конкурсов на знание и владение русским языком.
Фонд учредил орден «Первопечатника Ивана Федорова» за вклад культуру, русский язык и образование.
С 2008 года Мария Аксенова с коллегами проводит работу по исследованию истории русских слов и поговорок, неологизмам с времён Петра I до наших дней, анализирует ошибки классиков литературы и современных телеведущих. Результаты работы находят отражение в цикле телепрограмм и книг:
- С 2008 года — автор и ведущая телепрограммы «Знают ли русские русский?» Создано более 160 выпусков, эфир на 5 телеканалах, в т.ч. «Столица», «ТВ Центр», НТВ Мир (вещание для русскоговорящих зрителей в странах ближнего зарубежья, Европы, Ближнего Востока, Австралии)[29].
- 2011—2016 годы — автор книг «Знаем ли мы русский язык?». Сначала книга издана в трёх частях. Книги переиздавались несколько раз, в том числе выходили с DVD дисками. Впоследствии вышло переиздание в одной книге объёмом 575 страниц. Совокупный тираж с переизданиями — более 30000 экземпляров.

В 2012 году книга вошла в лонг-лист премии «Просветитель» фонда «Династия». Книги входят в списки литературы для педагогов. Одобрены Государственным институтом русского языка им. А. С. Пушкина. Цитата из предисловия от института:
«… невозможно переоценить актуальность книг Аксеновой… В каждой строчке чувствуется неподдельный интерес автора к языку, авторское удовольствие от описываемых фактов. Читатель может почувствовать себя равноправным собеседником, он общается не с поучающим его специалистом, а с человеком, которому так же, как и читателю, небезразличны судьба и состояние родного языка»
- 2018 год — автор книги «Знаем ли мы всё о классиках мировой литературы?». Книга — победитель рейтингов «книга недели» Литературной газеты[32].
- 2023 год — автор книги «Невероятный русский» (АСТ, 2023)
- 2024 год — автор книги «Невероятный русский — 2» (АСТ, 2024)

## Предпринимательская деятельность
Сооснователь 23 бизнес-проектов. В их числе:
- издательства: «Аванта+», «Гаятри»,
- в сфере питания: кафе «Империя сласти», рестораны «Марокана», ресторанный бренд «Нияма»[34] (франшиза ресторанов, IT).
- компания Молтен Консалтинг[35],
- ряд проектов в сфере образования, в том числе «Тебя любят», Ассоциация «Аванта» (программы для предпринимателей, менторинг)[10].

Состояла в конфедерации «Деловые женщины России», была членом различных попечительских советов, входила в Высший экологический совет России.
Является импакт инвестором, аккредитована в Moscow Seed Fund и Sberunity.
Как независимый директор входит в Национальный реестр независимых директоров и Национальный реестр независимых директоров при РСПП.

## На телевидении, в кино и на радио[8][38][39]
- 2003 — ведущая авторского ток-шоу «Укрощение успеха» (канал ТДК).
- 2006 — ведущая авторской программы «Взгляд за МКАД» на радио «Говорит Москва».
- 2008—2010 — ведущая серии документальных фильмов «Роман в камне» (другое название — «Мировые шедевры любви»). Эфир на телеканале Культура.
- 2008—2010 — продюсер телепроекта Арт-видео, представляющего новый жанр — «клипы», снятые не на песни, а на стихотворения. Позднее эту поэтическую эстафету продолжил проект «Кинопоэзия» и радио «Джаз», в эфире которого стали звучать стихи, прочитанные под музыку Казаряна (композитора, работавшего на проекте «Арт-видео»).
- 2010—2011 — роль Матрёны в сериале «Институт благородных девиц».
- С 2008 — автор и ведущая телепрограммы «Знают ли русские русский?» (более 160 выпусков), в которой популярно и весело рассказывается о языковых тонкостях, истории и парадоксах русского языка. Эфир на РФ и русскоговорящее зарубежье (НТВ Мир, Столица, ТВ Центр и др.).
- 2014 — роль старшего лейтенанта Марии Чуб в фильме «Кукловоды».
- 2014 — роль Вероники в фильме «Домик у реки».

## Награды
- Лауреат премии Президента РФ в области образования за разработку научно-методической концепции изложения учебных материалов и создания на её основе фундаментальной книжной серии «Энциклопедия для детей» (за 2001 год, указ Президента РФ от 3 октября 2002 года № 1114)[7].
- Победитель конкурса «Лучший менеджер года» в номинации «Издательский бизнес» (2001). Конкурс организован издательским домом «Коммерсантъ»[40].
- Участник рейтингов «Сто управляющих деньгами России» журнала «Коммерсантъ Деньги» и «Сто управляющих деньгами России-2002». Первая женщина, вошедшая в эти рейтинги[6][41][42][43].
- Благодарность Президента РФ за активную просветительскую деятельность (25 февраля 2025 года)[44].
- Лауреат Просветительской Премии «Знание» (за 2024 год, вручена 27 февраля 2025 года)[5][45].

## Спорт
- В 1984—1989 годах была многократной чемпионкой Москвы по русским шашкам, призёром чемпионата столицы по международным шашкам среди женщин[8][46]. В чемпионате России по русским шашкам среди женщин 1989 года разделила 2—5-е места[47]. Являлась многократной чемпионкой Вооружённых сил по русским шашкам, многократной финалисткой Чемпионата СССР по русским шашкам[8].

- 2000-е годы — PADI Rescue Diver (дайвер-спасатель)[8].

## Основные работы

### Энциклопедия для детей Аванта+"
Томов: 63
Начало издания: 1993 год
Общий тираж: 20.000.000 экземпляров

### Телепрограмма «Знают ли русские русский?»
Более 160 выпусков программы. Эфир на телеканалах «Столица», «ТВ Центр», «НТВ Мир» (вещание для русскоговорящих зрителей зарубежье в странах ближнего зарубежья, Европы, Ближнего Востока, Австралии)  и др.

### Книги
- Аксенова М. Д. Знаем ли мы русский язык? Кн. 1. Истории происхождения слов увлекательнее любого романа и таинственнее любого детектива!. — М.: Центрполиграф, 2011. — 256 с. — ISBN 978-5-227-03059-7.
- Аксенова М. Д. Знаем ли мы русский язык? Кн. 2. Используйте крылатые выражения, зная историю их возникновения!. — М.: Центрполиграф, 2012. — 224 с. — ISBN 978-5-227-03332-1.
- Аксенова М. Д. Знаем ли мы русский язык? Книга 3. История некоторых названий, или Вот так сказанул!. — М.: Центрполиграф, 2012. — 224 с. — ISBN 978-5-227-03747-3.
- Аксенова М. Д. Знаем ли мы русский язык?. — М.: Центрполиграф, 2016. — 575 с. — ISBN 978-5-227-07086-9.
- Аксенова М. Д. Знаем ли мы всё о классиках мировой литературы? Кто они? Дипломаты, шпионы, конспираторы, военные. — М.: Центрполиграф, 2018. — 320 с. — ISBN 978-5-227-07865-0.
- Аксенова М. Д. Невероятный русский. — М.: АСТ, 2023. — 448 с. — ISBN 978-5-17-154756-1.
- Аксенова М. Д. Невероятный русский — 2. — М.: АСТ, 2024. — 480 с. — ISBN 978-5-17-163565-7.

### Статьи
Среди значимых публикаций в периодике отмечены:
- Аксенова М. Д. Войти в реку… Исторический подход и драматизм в «Энциклопедии для детей» // Родина : журнал. — 1997. — Сентябрь (№ 9). — С. 84—85. — ISSN 0235-7089.
- Аксенова М. Д., Санюк В. И. Опыт энциклопедической реализации базовых идей фундаментального естественнонаучного образования // Вестник Российского университета дружбы народов: серия «Фундаментальное естественнонаучное образование». — 2001. — № 6 (1). — С. 37—50. — ISSN 0869-8732.
- Аксенова М. Д. Кто покинул этот мир? Уход Карлоса Кастанеды // Общая газета. — 1998.
- более 50 вводных и 8 энциклопедических статей к томам «Энциклопедии для детей».

### Поэтические сборники
- Аксенова М. Д. Блюз пустоты / Отв. ред. Д. Володихин. — М.: Мануфактура, 1999. — 80 с. — ISBN 5-93084-018-0.
- Аксенова М. Д., Евдошенко П. И. Блюз пустоты / Брызги каскадные / Ред. С. Лаврентьева. — Москва: Тетру, 2007. — 112 с. — ISBN 5-98396-010-5.